# Lockwood Pirie
Lockwood Pirie   (Brooklyn, 25 d'abril de 1904 - Miami, 4 de maig de 1965) va ser un regatista estatunidenc, vencedor d'una medalla olímpica.
El 1948 va prendre part en els Jocs Olímpics d'Estiu de Londres, on va guanyar la medalla de bronze en la Classe Swallow del programa de vela. A bord del Margaret, formà tripulació junt a Owen Torrey.
En el seu palmarès també destaquen tres medalles al Campionat del món de vela de classe Star, de bronze el 1940, d'or el 1948 i de plata el 1950.